# Carlos García (beisbolista)
Carlos Jesús García Guerrero (Ciudad Bolívar, 15 de octubre de 1967) -también conocido como "El Almirante"- es un exbeisbolista y mánager profesional venezolano que jugó durante 10 temporadas en las Grandes Ligas de Béisbol para los equipos Piratas de Pittsburgh, Azulejos de Toronto, Angelinos de Anaheim y Padres de San Diego. Se desempeñó en sus comienzos en el campocorto, pasando más tarde a ocupar la segunda base. Durante un largo tiempo, García estuvo en el equipo de la filial AAA de los Piratas esperando su oportunidad de jugar en las ligas mayores, pero esta se presentó el 20 de septiembre de 1990. Firmado originalmente como campocorto y luego transferido a la segunda base por los Piratas, disfrutó de sus mejores actuaciones en las temporadas de 1993, 1995 y 1996; donde tuvo un average de .269 (12 jonrones, 47 carrera impulsadas y 18 bases robadas); .294 (6 jonrones, 50 carrera impulsadas) y .285 (6 jonrones, 44 impulsadas y 16 bases robadas) respectivamente. Destacó desde comienzos de su carrera principalmente por su excelente defensiva, juego agresivo y velocidad en las bases.
A lo largo de su carrera, tuvo presencia en 610 juegos, bateando para .266 (580-2178), con 33 cuadrangulares, 197 carreras impulsadas, 274 carreras anotadas, 102 dobles, 17 triples y 73 bases robadas. Fue el único representante de los Piratas de Pittsburgh en el Juego de las Estrellas de 1994, evento en el cual conectó un sencillo en su único turno al bate.
En la LVBP de su natal Venezuela, jugó durante toda su carrera para Navegantes del Magallanes, si bien éstos lo dejaron libre en 1998, pasando a formar parte de Tigres de Aragua, equipo que al año siguiente también lo deja en libertad. En la Temporada 2011/12 de la LVBP fue mánager de Navegantes del Magallanes, equipo en cual tuvo destacadas actuaciones en el pasado como campocorto y segunda base, así como funciones de liderato entre sus jugadores, a su vez se desempeña al presente como entrenador de Primera Base e Instructor de Infield de los Piratas de Pittsburgh.

## Navegantes del Magallanes
A pesar de ser su primera asignación como mánager, ha alcanzado grandes logros con su equipo Navegantes del Magallanes. Siendo el dirigente que ha conseguido más victorias en una temporada (Liga Venezolana de Béisbol Profesional 2009/10 con 41 victorias) para el Magallanes. Al finalizar la Ronda Regular de la Liga de Béisbol Profesional Venezolano año 2009-2010 y en su primera temporada con el Magallanes, ha sido distinguido con el premio Alfonso 'Chico" Carrasquel' como 'Mánager del Año', correspondiente a la temporada 2009-2010 del béisbol profesional de Venezuela. García dirigió al equipo en la temporada 2012-13 antes de abandonar el cargo, siendo reemplazado por Luis Sojo quien a la postre se proclama campeón con los turcos. Carlos García obtendría su único título como mánager en la temporada siguiente luego de sustituir a Sojo a mitad de campeonato, llevando al Magallanes a la final donde venció a Caribes de Anzoátegui en cinco juegos.
Luego de sus pasos por otros equipos como entrenador de bateo o entrenador de banca, fue contratado nuevamente con los Navegantes del Magallanes para la temporada 2020-21 y lo que sigue actualmente.

## Otros equipos en Venezuela
Luego de su despido como mánager de los Navegantes del Magallanes en el año 2016, al año siguiente es contratado como entrenador de banca de los Tigres de Aragua, equipo al cual dirigió interinamente luego del despido de Buddy Bailey en la ronda de play off en la cual los bengalíes cayeron 4-1 frente a los Leones del Caracas. Posteriormente, sería dejado en libertad y en 2018 es contratado como instructor de bateo de los Tiburones de La Guaira de cara a la temporada 2018-2019.
La Federación Venezolana de Béisbol (FEVEBEISBOL) nombró a Carlos García como mánager de la Selección Nacional Sub-23 del país para la Copa Mundial de Béisbol Sub-23 WBSC (2021), trayendo el Campeonato Mundial a Venezuela, un gran hallazgo para el béisbol venezolano.